# Israel i olympiska vinterspelen 2014
Israel deltog i de olympiska vinterspelen 2014 i Sotji med en trupp på fyra deltagare, tre män och en kvinna, vilka deltog i fem tävlingar i två sporter. Fanbärare i den israeliska truppen på invigningen i Sotjis Olympiastadion var skridskoåkaren Vladislav Bykanov.

## Resultat

### Konståkning
Tre konståkare tävlade för Israel. Alexei Bychenko slutade på 21:a plats av 30 i herrarnas singelåkning efter ett fall i finalen. Andrea Davidovich och Evgeni Krasnopolski hamnade på 15:e plats av 20 par i paråkningen.
| Idrottare                             | Tävling                | KP    | KP   | FÅ     | FÅ   | Totalt | Totalt |
| Idrottare                             | Tävling                | Poäng | Rank | Poäng  | Rank | Poäng  | Rank   |
| ------------------------------------- | ---------------------- | ----- | ---- | ------ | ---- | ------ | ------ |
| Alexei Bychenko                       | Herrarnas singelåkning | 62.44 | 22 Q | 114.62 | 21   | 177.06 | 21     |
| Andrea Davidovich Evgeni Krasnopolski | Paråkning              | 94.35 | 15 Q | 53.38  | 15   | 147.73 | 15     |

### Short track

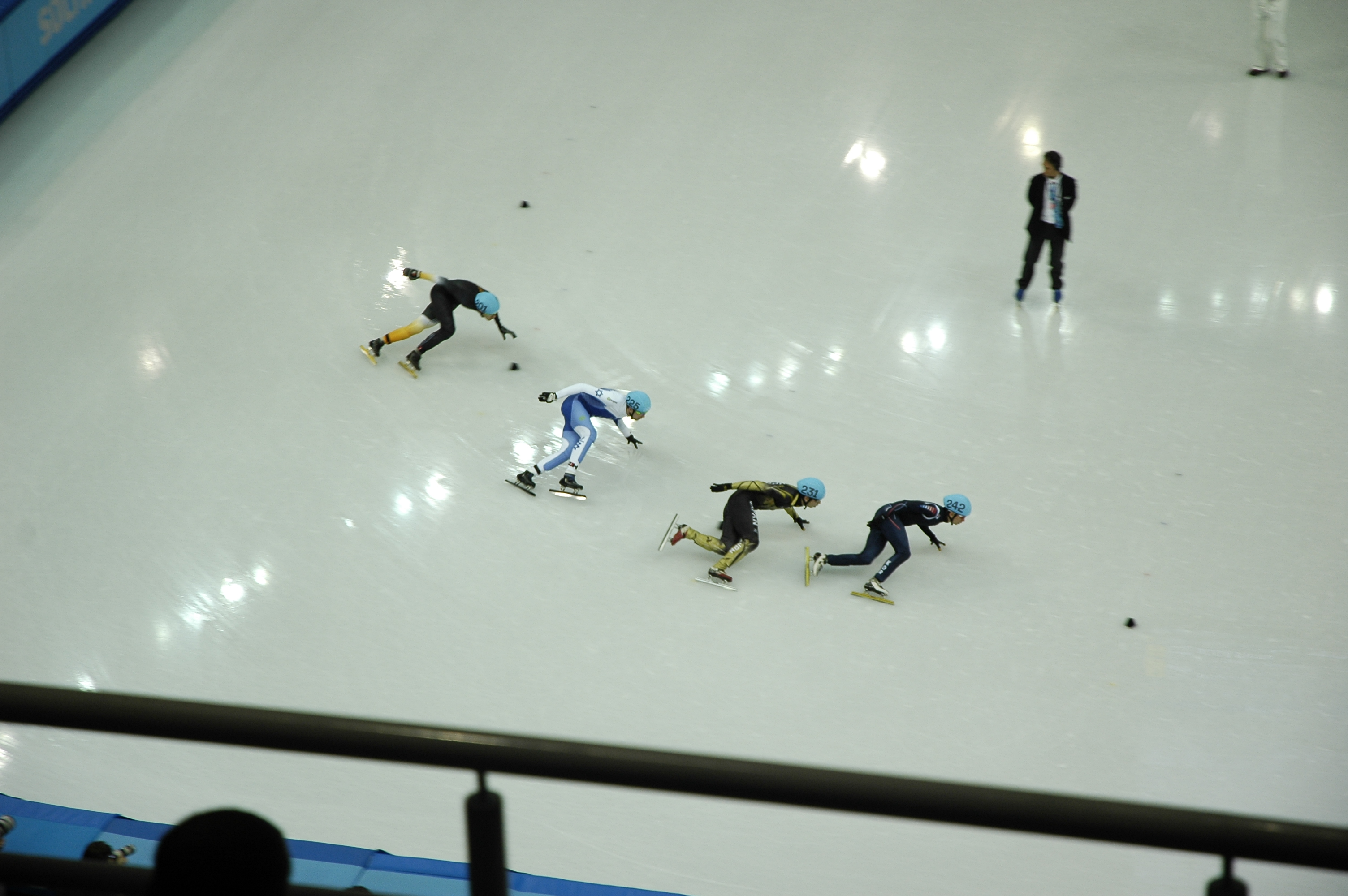
Vladislav Bykanov (2:a från vänster) tävlar i short track

| Idrottare         | Tävling | Heat     | Heat  | Kvartsfinal      | Kvartsfinal      | Semifinal        | Semifinal        | Final            | Final |
| Idrottare         | Tävling | Tid      | Plats | Tid              | Plats            | Tid              | Plats            | Tid              | Plats |
| ----------------- | ------- | -------- | ----- | ---------------- | ---------------- | ---------------- | ---------------- | ---------------- | ----- |
| Vladislav Bykanov | 500 m   | 41.769   | 3     | Gick inte vidare | Gick inte vidare | Gick inte vidare | Gick inte vidare | Gick inte vidare | 19    |
| Vladislav Bykanov | 1000 m  | 1:27.796 | 3     | Gick inte vidare | Gick inte vidare | Gick inte vidare | Gick inte vidare | Gick inte vidare | 24    |
| Vladislav Bykanov | 1500 m  | 2:21.163 | 4     | Gick inte vidare | Gick inte vidare | Gick inte vidare | Gick inte vidare | Gick inte vidare | 25    |